# Trừng phạt bằng bạo lực đối với trẻ em

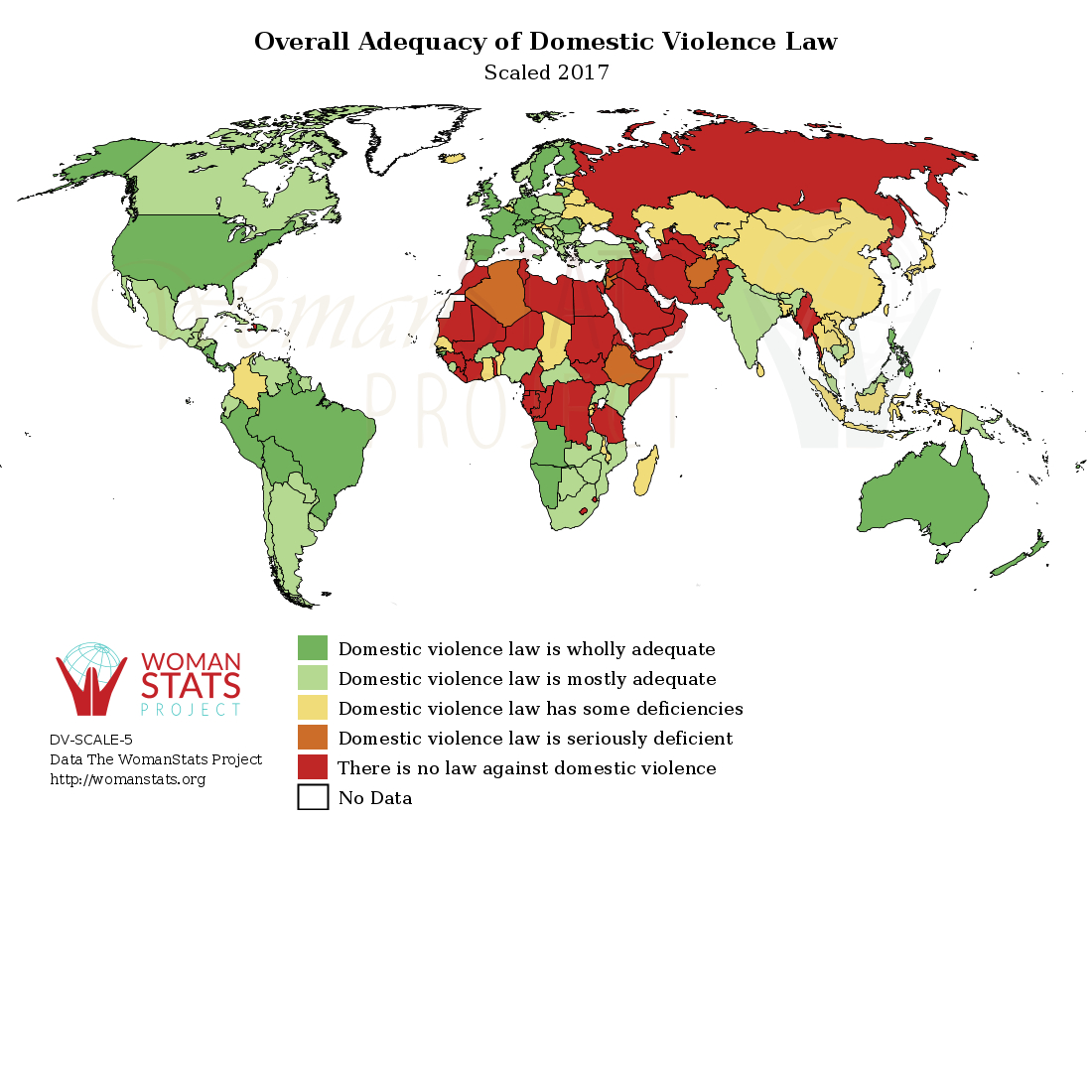
Bản đồ thế giới về sự tồn tại của luật chống bạo lực gia đình và các quốc gia đang áp dụng luật này vào năm 2017

Trừng phạt bằng bạo lực đối với trẻ em là hành động của cha mẹ, thầy cô hoặc người giám hộ hợp pháp khác cố ý gây đau đớn về thể xác hay khó chịu cho một đứa trẻ nhỏ để đáp ứng với một số hành vi không được chấp nhận của trẻ em. Trừng phạt thân thể trẻ em thường có dạng như đánh vào mông, tát một đứa trẻ hay sử dụng dây nịt, dép, gậy...; cũng có thể bao gồm lắc, véo, bắt nuốt các chất, hoặc ép buộc trẻ em đứng ở các vị trí không thoải mái.
Xã hội chấp nhận các biện pháp trừng phạt thân thể rất cao ở những nước mà nó vẫn còn hợp pháp. Trong nhiều nền văn hóa, các bậc cha mẹ theo truyền thống được xem là có quyền, nếu không phải là nhiệm vụ, để trừng phạt bằng bạo lực trẻ em có hành động không tốt để giảng dạy chúng ứng xử cho thích đáng. Các nhà nghiên cứu, mặt khác, chỉ ra, rằng sự trừng phạt thường có tác dụng ngược lại, dẫn đến hành vi hung hăng ở trẻ em và ít vâng lời dài hạn. Các hiệu ứng có hại khác: như trầm cảm, lo lắng, hành vi chống đối xã hội, và gia tăng nguy cơ lạm dụng bạo lực, cũng có liên quan đến việc sử dụng các biện pháp trừng phạt thân thể của cha mẹ. Bằng chứng cho thấy đánh đòn và các trừng phạt thể chất khác, trong khi trên danh nghĩa cho mục đích kỷ luật, không được nhất quán áp dụng, thường được được sử dụng khi cha mẹ tức giận hoặc bị căng thẳng. Những hình thức nghiêm trọng của sự trừng phạt thân thể, bao gồm đá, cắn, làm bỏng, và đốt, cũng là những việc lạm dụng trẻ em bất hợp pháp.
Các cơ quan nhân quyền quốc tế và hiệp ước: chẳng hạn như Ủy ban về quyền trẻ em, Hội đồng châu Âu, và các Ủy ban Nhân quyền liên Mỹ đã ủng hộ để chấm dứt tất cả các hình thức trừng phạt thân thể, biện luận nó vi phạm nhân phẩm của trẻ em và quyền toàn vẹn cơ thể. Nhiều pháp luật hiện hành chống lại bạo hành, đánh đập, và việc lạm dụng trẻ em loại ra việc trừng phạt thể chất "hợp lý" của cha mẹ, một bào chữa bắt nguồn từ thông luật và đặc biệt luật pháp nước Anh. Trong thời kỳ cuối thế kỷ 20 và đầu thế kỷ 21, một số nước đã bắt đầu loại bỏ bảo vệ pháp lý cho việc người giám hộ sử dụng nhục hình, tiếp theo là các lệnh cấm hoàn toàn trên thực tế. Hầu hết các lệnh cấm này là một phần của pháp luật dân sự và do đó không áp đặt hình phạt hình sự, trừ khi một cáo buộc hành hung và đánh đập là hợp lý. Kể từ năm 1979 khi Thụy Điển cấm tất cả các biện pháp trừng phạt bằng bạo lực đối với trẻ em, số lượng các quốc gia ban hành lệnh cấm tương tự, gia tăng, đặc biệt là sau khi Công ước về Quyền của trẻ em được quốc tế chấp nhận và thực hiện. Tuy nhiên, nhục hình đối với trẻ em trong gia đình vẫn còn hợp pháp ở hầu hết mọi nơi trên thế giới.

## Hình thức trừng phạt
Ủy ban về quyền trẻ em định nghĩa sự trừng phạt thân thể là "bất cứ sự trừng phạt nào bằng bạo lực, được sử dụng nhằm gây ra một số mức độ đau hay khó chịu, cho dù là nhẹ". Paulo Sergio Pinheiro, tường thuật về một nghiên cứu trên toàn thế giới về bạo lực đối với trẻ em cho Tổng thư ký Liên Hợp Quốc, viết:
| “ | Việc trừng phạt thân thể liên quan đến đánh trẻ em, bằng bàn tay hoặc với ít thực hiện hơn bằng - roi, gậy, thắt lưng, giày, muỗng bằng gỗ, vv... nhưng, nó có thể bao gồm, ví dụ, đá, lắc hoặc ném trẻ em, cào, véo, cắn, kéo tóc hoặc đấm vào tai, ép buộc trẻ em đứng ngồi ở các vị trí khó chịu, làm bỏng, và đốt hoặc bắt ăn (ví dụ, rửa miệng cho trẻ em với xà phòng hoặc buộc chúng phải nuốt gia vị cay). | ” |

Theo Học viện Nhi khoa Mỹ, "nhục hình liên quan đến việc áp dụng một số hình thức làm đau đớn thể xác để đáp ứng với các hành vi không mong muốn", và "dao động từ đánh vào tay của một đứa trẻ sắp chạm vào một bếp lò nóng tới việc lạm dụng trẻ em như đánh đập, làm bỏng và đốt. Do phạm vi này trong các hình thức và mức độ nghiêm trọng của sự trừng phạt, việc sử dụng nó như một chiến lược kỷ luật gây tranh cãi ".
Thuật ngữ "trừng phạt thân thể " thường được sử dụng thay thế cho nhau với " trừng phạt thể chất" hoặc "kỷ luật  thể chất". Trong bối cảnh gây đau để trừng phạt, nó khác biệt kiềm chế về thể chất cho một đứa trẻ để bảo vệ nó hoặc một người khác khỏi bị tổn hại.

## Yếu tố góp phần
Trong số nhiều yếu tố khác nhau tồn tại trước đó ảnh hưởng đến việc cha mẹ dùng hình phạt thể chất là: kinh nghiệm với sự trừng phạt thể chất như một đứa trẻ, kiến thức về phát triển trẻ em, tình trạng kinh tế xã hội, giáo dục của cha mẹ, và hệ tư tưởng tôn giáo. Những thái độ tán thành đối với việc sử dụng các hình phạt về thể chất cũng là một yếu tố dự báo quan trọng của việc sử dụng nó. Elizabeth Gershoff viết rằng cha mẹ có nhiều khả năng dùng hình phạt thể chất nếu:
| “ | Họ mạnh mẽ tán thành nó và tin tưởng vào hiệu quả của nó; chính họ đã bị trừng phạt như vậy khi còn là trẻ em; họ có một nền văn hóa, cụ thể là tôn giáo của họ, dân tộc của họ, hoặc nước xuất xứ của họ, rằng họ cảm nhận được sự chấp thuận việc sử dụng các hình phạt về thể chất; họ chịu thua thiệt trong xã hội, trong đó họ có thu nhập thấp, học vấn thấp, hoặc sống trong một khu phố có hoàn cảnh khó khăn; họ đang trải qua căng thẳng (chẳng hạn như bị xô đẩy bởi những khó khăn tài chính hoặc xung đột trong hôn nhân), các triệu chứng sức khỏe tâm thần, hoặc giảm bớt cảm xúc hạnh phúc; họ tường thuật bị thất vọng hoặc bị làm bực mình bởi con cái của họ một cách thường xuyên; họ dưới 30 tuổi; đứa trẻ bị trừng phạt là một đứa trẻ còn học mẫu giáo (2-5 tuổi); hành vi sai trái của đứa trẻ liên quan đến việc làm tổn thương người khác hoặc đưa họ vào nguy hiểm. | ” |

## Tình trạng hiện tại
Hiện nay trên thế giới, có tổng cộng 44 quốc gia cấm hoàn toàn dạy con bằng roi vọt tại nhà; 50 nước cấm đánh con nít tại các trường giữ trẻ và 122 nước cấm đánh học sinh. Số liệu của UNICEF lấy từ 62 quốc gia cho biết khoảng 1 tỉ trẻ em trong tuổi 2 đến 14 ít nhất bị roi vọt một tháng một lần. UNICEF cũng cho biết có khoảng 91% trẻ em toàn cầu thiếu các đạo luật bảo vệ khỏi đòn roi. (2016) 

## Chiến dịch chấm dứt bạo lực với trẻ em
Chiến dịch chấm dứt bạo lực với trẻ em là một chiến dịch do UNICEF khởi xướng. Mục tiêu của chiến dịch là nâng cao nhận thức và khuyến khích mọi người lên tiếng và hành động nhằm ngăn chặn bạo lực đối với trẻ em.

### Việt Nam
Ngày 31/5/2014, Việt Nam khởi động Chiến dịch chấm dứt bạo lực với trẻ em mở đầu cho tháng hành động vì trẻ em. Theo khảo sát năm 2011 của Tổng cục Thống kê với sự hỗ trợ UNICEF, 73.9% số trẻ em Việt Nam từ 2-14 tuổi bị cha mẹ hoặc người chăm sóc hay những người khác trong gia đình trừng phạt bằng bạo lực. Các hình thức bạo lực là đấm, đá, đánh; tát, đẩy ngã hoặc ném đồ vật vào người hoặc dạng dọa dẫm, đe dọa.